# Dillo solo al buio
Dillo solo al buio è un singolo della cantautrice italiana Elisa, pubblicato il 15 novembre 2024.

## Antefatti
Successivamente alla pubblicazione della raccolta Intimate - Recording at Abbey Road Studios e del relativo singolo solista Quando nevica nel dicembre 2023, Elisa ha annunciato una pausa discografica. Il 18 giugno 2024 annuncia il primo concerto presso lo stadio San Siro di Milano, previsto il 18 giugno 2025.
Nell'ottobre 2024 collabora con Andrea Bocelli nel brano Rimani qui , singolo estratto dalla raccolta Duets (30th Anniversary) del tenore. L'11 novembre 2024 Elisa annuncia la pubblicazione di Dillo solo al buio, scritto e prodotto dalla stessa cantante e dedicato alla migliore amica dell'artista.

## Descrizione
Il brano è stato scritto dalla stessa Elisa con Alessandro Raina, Davide Simonetta e il marito Andrea Rigonat, quest'ultimo anche produttore. La cantante ha dichiarato sui propri social network:

## Accoglienza
Alessandro Alicandri di TV Sorrisi e Canzoni scrive che il brano si imposta su sonorità pop rock e ballad doo wop, riscontrandovi due diversi aspetti: il primo è la «fragilità», raccontando «le insicurezza di una donna che si sente diversa dagli standard», mentre il secondo è il «coraggio», con coi invita «a vedersi con occhi diversi, a sentirsi meno sola», poiché «in conclusione ci si è salvati scoprendo di essere più forti delle proprie aspettative».
Andrea Conti de Il Fatto Quotidiano afferma che si tratti di una ballata il cui testo «invita ad abbracciare la propria vulnerabilità e si fa portavoce di un messaggio di speranza per chi si sente a volte sbagliato, impotente o fuori posto», trovando Elisa «dolce e potente». Vincenzo Nasto di Fanpage.it scrive che il brano «racconta la reazione di una donna, la sua sofferenza dopo la fine di una relazione: si trasforma però man mano attraverso un messaggio motivazionale».
Gabriele Fazio di Open afferma che la cantante «abbandona le classiche atmosfere eteree del suo stile per appoggiarsi su un brano molto pop, diretto ed efficace», descrivendolo come «uno di quei brani che rimangono incastrati tra le pagine di un diario, nella dedica di un libro regalato». Ambra Cianfoni di All Music Italia afferma che il brano sarebbe potuto essere «una semplice ballad strappalacrime, ma, proprio per comunicare energia, sceglie un arrangiamento più up-tempo», trovando la cantante musicalmente «ringiovanita» grazie all'uso di una vocalità «gentile e sorridente».

## Video musicale
Il video musicale ufficiale del brano è stato pubblicato il 15 novembre 2024 sul canale YouTube ufficiale della cantante. Il video è stato diretto da Nicolò Bassetto.

## Tracce
Testi e musiche di Elisa Toffoli, Alessandro Raina, Andrea Rigonat, Davide Simonetta.
1. Dillo solo al buio – 3:45

## Classifiche
| Classifica (2024) | Posizione massima |
| ----------------- | ----------------- |
| Italia            | 47                |